# Лусена, Франклин
Фра́нклин Хосе́ Лусе́на Пе́нья (исп. Franklin José Lucena Peña; род. 20 февраля 1981, Акаригуа, Португеса) — венесуэльский футболист, игравший на позиции опорного полузащитника; тренер. Выступал за сборную Венесуэлы.

## Клубная карьера
Лусена начал карьеру в клубе «Депортиво Тачира». В 2002 году он дебютировал в венесуэльской Примере. Первые два сезона Франклин пытался завоевать место в основе, в 2005 году он стал основным футболистом команды. В 2006 году Лусена перешёл в столичный «Каракас». С новой командой он трижды стал чемпионом и завоевал Кубок Венесуэлы.
В 2013 году Франклин перешёл в «Депортиво Ла Гуайра». 20 января в матче против «Эстудиантес де Мерида» он дебютировал за новую команду. 12 марта в поединке против «Трухильянос» Лусена забил свой первый гол за «Депортиво». В 2015 году Франклин помог клубу выиграть национальный кубок.
Летом 2015 года Лусена перешёл на правах аренды в колумбийский «Онсе Кальдас». 12 июля в матче против «Индепендьенте Медельин» он дебютировал в Кубке Мустанга. По окончании аренды Франклин вернулся в «Депортиво Ла Гуайра».
В июле 2017 года перешёл в «Португесу».

## Международная карьера
28 февраля 2007 году в товарищеском матче против сборной Мексики Лусена дебютировал за сборную Венесуэлы.
В 2011 году он принял участие в Кубке Америки в Аргентине. На турнире Лусена сыграл в поединке против команд На турнире он сыграл в матчах против команд Бразилии, Перу, Чили, Эквадора и Парагвая. Франклин помог команде занять четвёртое место.
12 февраля 2015 года в поединке против сборной Гондураса Франклин забил свой первый гол за национальную команду.
В 2015 году Лусена попал в заявку на участие в Кубке Америки в Чили. На турнире он сыграл в матче против сборной Колумбии.

### Голы за сборную Венесуэлы
| #   | Дата            | Место                             | Противник | Счёт | Результат | Соревнование      |
| --- | --------------- | --------------------------------- | --------- | ---- | --------- | ----------------- |
| 01. | 12 февраля 2015 | Агустин Товар, Баринас, Венесуэла | Гондурас  | 1:1  | 2:1       | Товарищеский матч |

## Достижения
Командные
 «Каракас»
- Чемпионат Венесуэлы — Апертура 2007
- Чемпионат Венесуэлы — Клаусура 2009
- Чемпионат Венесуэлы — Клаусура 2010
- Обладатель Кубка Венесуэлы — 2010
- Обладатель Кубка Венесуэлы — 2015

 «Депортиво Ла Гуайра»
- Обладатель Кубка Венесуэлы — 2015